# Burg Marmagen
Die Burg Marmagen steht im Ortsteil Marmagen der Gemeinde Nettersheim im Kreis Euskirchen (Nordrhein-Westfalen). Die Burg Marmagen, an der Burgstraße 12, wurde am 8. März 1983 unter Nummer 8 in die Denkmalliste der Gemeinde Nettersheim eingetragen.
Das Gehöft, heute noch als Burg bezeichnet, steht mitten im Ort zwischen Neubauten. Ein genaues Erbauungsdatum ist nicht feststellbar, jedoch wird bereits 1297 ein Ortsadliger namens Konrad von Marmagen genannt. Weitere Adlige aus diesem Geschlecht tauchen bis zum 15. Jahrhundert nicht mehr auf. Man nimmt an, dass sie sich gegenüber dem Kloster Steinfeld, welches hier Güter besaß, nicht durchsetzen konnten. Seit dem 18. Jahrhundert befindet sich die Burg in bürgerlichem Besitz.
Das zweigeschossige Gebäude besteht aus verputzten Bruchsteinen und ist durch den hofseitigen runden Treppenturm zugänglich. Im linken Teil befindet sich ein älteres turmartiges Gebäude aus dem Mittelalter. Nur wenige alte Fenstergewände sind erhalten. Die meisten Fenster sind neueren Datums. Nach Herzog stand wahrscheinlich die älteste Burg frei und war von Wassergräben umgeben, die bei der Umwandlung in ein Gehöft dann im 18. Jahrhundert verschwanden.